# 弦楽四重奏曲第10番 (ベートーヴェン)
弦楽四重奏曲第10番（げんがくしじゅうそうきょくだいじゅうばん）変ホ長調Op.74は、ルートヴィヒ・ヴァン・ベートーヴェンによって1809年に作曲された弦楽四重奏曲である。第1楽章の随所に現れるピッツィカートの動機から、「ハープ」という愛称を持つ。ベートーヴェンは金字塔ともいえる3曲の巨大な作品群「ラズモフスキー弦楽四重奏曲」を作曲したあとは、作品の規模は縮小し、代わりにロマン的な情緒やのびのびとした感情をたたえる作風へと変化した。この曲はまさしくそのように、いくらか自由な気持ちで作曲されたものである。

## 曲の構成
第1楽章 Poco Adagio-Allegro
気まぐれな序奏に始まる。主部はソナタ形式で、第1主題は和音の連打によって始まるが、その後は極めて旋律的な第1主題が第1ヴァイオリンとヴィオラによって歌われる。そしてすぐに前述のピッツィカートによる推移部が現れる。但し第2主題は経過的なものである。展開部は内声はトレモロを刻み、両外声が絡み合いながら進む。再現部は定型どおりであるが、コーダは第1ヴァイオリンのアルペッジョの伴奏の下にピッツィカートであとの三つの楽器が掛け合う充実したものとなっている。
第2楽章 Adagio ma non troppo
変イ長調、ロンド形式。様々な美しい旋律群が豊かな和声や装飾に彩られている。
第3楽章 Presto-Piu presto quasi prestissimo
スケルツォ、ハ短調。同じトリオが2回ある。

いわゆる「運命の動機」のようなもの(厳密には違う)によって支配されている。

トリオはハ長調。2小節単位で6/8拍子の要領で弾くという指示がある。チェロとヴィオラに現れる2本の旋律がポリフォニックに展開する。
第4楽章 Allegro con Variazioni
変奏曲。主題と6つの変奏、コーダからなる。意外にも、ベートーヴェンが弦楽四重奏曲の最終楽章に使用した変奏曲として唯一のものである。主題は同じ動機が繰り返される。ここでは晩年に見られるような主題の性格を変えていく性格変奏ではなく、装飾によるものである。